# Georg Herzwurm

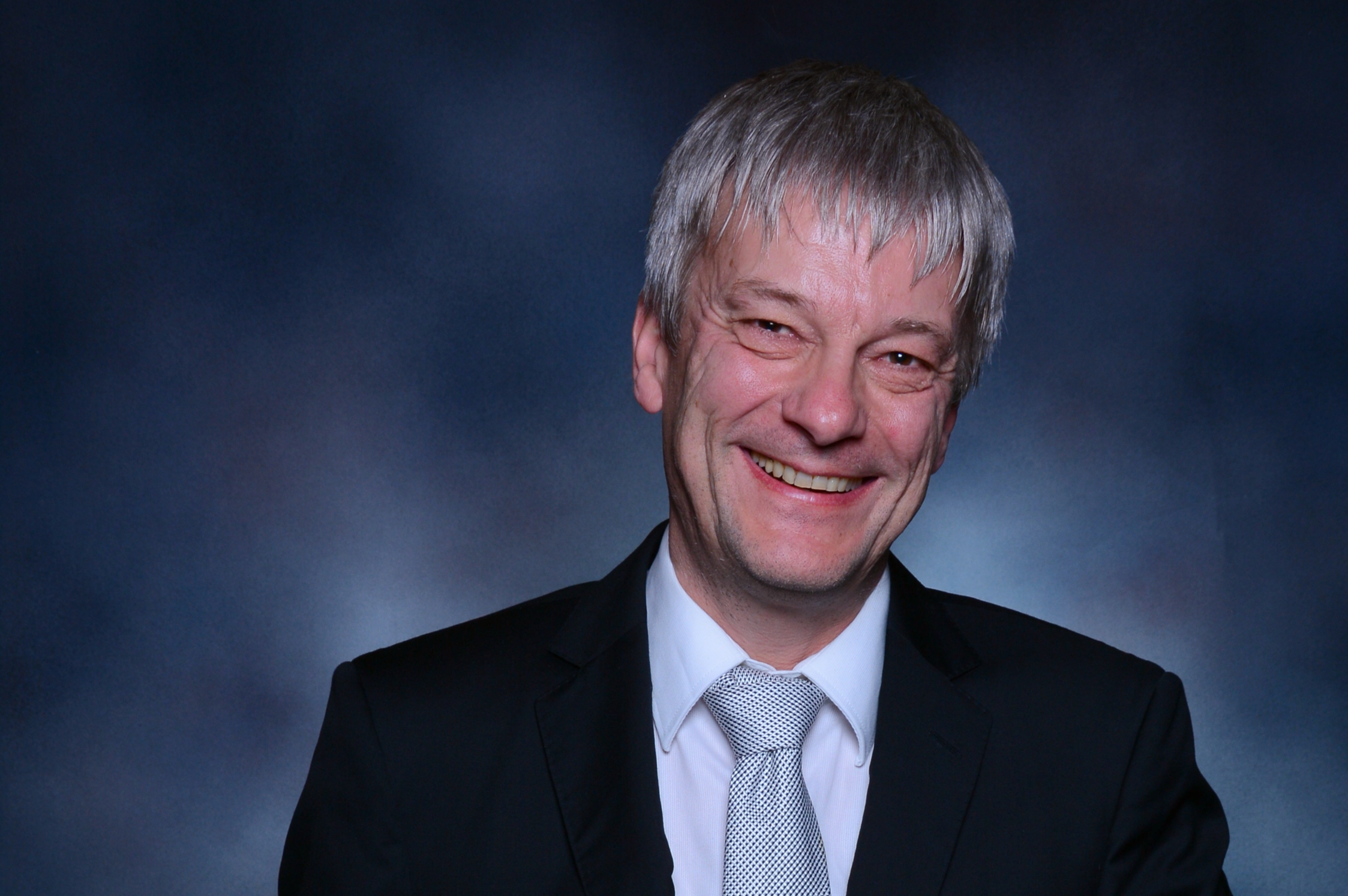
Georg Herzwurm, 2016

Georg Herzwurm (* 30. August 1961 in Düren) ist ein deutscher Wirtschaftswissenschaftler. Er ist Professor der Wirtschaftsinformatik an der Universität Stuttgart.

## Leben
Nach seinem Studium der Betriebswirtschaftslehre an der Universität zu Köln von 1983 bis 1988 promovierte Herzwurm im Jahre 1992 am dortigen Lehrstuhl für Informatik der Wirtschafts- und Sozialwissenschaftlichen Fakultät im Bereich des Computer-aided software engineering bei Paul Schmitz. 1998 habilitierte er am Lehrstuhl für Wirtschaftsinformatik Systementwicklung der Universität zu Köln bei Werner Mellis zum Thema „Systematische Herleitung eines Instrumentariums zur kundenorientierten Softwareproduktentwicklung“.
Von 2000 bis 2003 hatte Herzwurm die Professur für Wirtschaftsinformatik, insbesondere Informationssysteme im Dienstleistungsbereich an der Technischen Universität Dresden inne. Seit April 2003 ist er Leiter der Abteilung VIII für Allgemeine Betriebswirtschaftslehre und Wirtschaftsinformatik II am Betriebswirtschaftlichen Institut der Universität Stuttgart.

## Wissenschaftliche Tätigkeiten
Herzwurms Arbeitsschwerpunkt ist die Kundenorientierung kundenorientierte Produktentwicklung (Software Customer Value Management mit Quality Function Deployment).
Georg Herzwurm ist seit 2013 Vorstandsmitglied und Direktor des Clusters „Management of Global Manufacturing Networks“ der Graduiertenschule GSaME (Graduate School of Excellence advanced Manufacturing Engineering) in Stuttgart.
Die Digitalisierung führt zu einer Veränderung des Softwaremarktes in Richtung Plattformökonomie mit neuen Geschäftsmodellen und neuen Möglichkeiten, Kundenbedürfnisse zu wecken und zu befriedigen. Davon angeregt, wurde 2018 im Rahmen eines Seminars im Leibniz-Zentrum für Informatik in Dagstuhl unter Mitwirkung Herzwurms die neue Wissenschaftsdisziplin des „Software-intensive Business (SiB)“ gegründet.

## Weitere Tätigkeiten
Als Gründungsmitglied und Sprecher des QFD-Instituts Deutschland und Direktor des International Council for QFD (ICQFD) gilt Herzwurm in Deutschland als Pionier für die Anwendung von Quality Function Deployment bei der Softwareentwicklung. Unter seinen Veröffentlichungen zum Thema Quality Function Deployment findet sich u. a. das erste deutsche Buch zur Anwendung der Methode in der Software-Entwicklung.
Herzwurm arbeitete früh mit bei der Entwicklung von nationalen und internationalen Normen sowie der Adaption der ISO 9000 Normenreihe auf die Softwareindustrie. Fachbeiträge leistete er hinsichtlich der Verknüpfung von Anforderungs- und Testmanagement in der Software-Entwicklung bzw. des qualitätsorientierten Softwaremanagements. Er ist Mitglied im Normenausschuss Qualitätsmanagement, Statistik und Zertifizierungsgrundlagen (NQSZ) des Deutschen Instituts für Normung e.V. (DIN) und der ISO/TC 69/SC 8 der International Organization for Standardization (ISO). Er fungiert als Sprecher des Fachausschusses WI-MAW (Management der Anwendungsentwicklung und -wartung) der Gesellschaft für Informatik e.V. (GI) und gehört dem Steering Committee der International Conference on Software Business an.
Herzwurm hat darüber hinaus eine Position als Member of the Advisory Board beim Aufbau des Quality Management Research Institute of Zhejiang University, Hangzhou (China) inne.

## Auszeichnungen
Aufgrund seiner Verdienste um die Weiterentwicklung und Förderung von Quality Function Deployment wurde ihm 2000 der internationale Akao-Prize verliehen.
Im Jahr 2001 wurde Herzwurm die Ehrenmitgliedschaft im Iran Institute of Industrial Engineering durch die Amirkabir University of Technology, Teheran (Iran) aufgrund seines Engagements in Form von Gastvorlesungen und QFD-Seminaren für iranische Unternehmen verliehen.

## Ausgewählte Publikationen
- G. Herzwurm, W. Mellis, D. Stelzer: Software Process Improvement via ISO 9000? Results of two surveys among European software houses. In: Software Process – Improvement and Practice. Nr. 2, 1996, S. 192–210.
- W. Mellis, G. Herzwurm, D. Stelzer: TQM der Softwareentwicklung: Mit Prozeßverbesserung, Kundenorientierung und Change Management zu erfolgreicher Software. Braunschweig / Wiesbaden 1998.
- G. Herzwurm, S. Schockert, W. Mellis: Joint Requirements Engineering. QFD for Rapid Customer-Focused Software and Internet-Development. Braunschweig / Wiesbaden 2000
- G. Herzwurm: Kundenorientierte Softwareentwicklung. Wiesbaden 2001.
- G. Herzwurm, W. Pietsch: Management von IT-Produkten. Heidelberg 2009.
- G. Herzwurm, W. Pietsch, S. Schockert, T. Tauterat: QFD for Cloud Computing. In: Proceedings of the 18th International Symposium on Quality Function Deployment. Tokyo 2012.
- N. Pelzl, A. Helferich, G. Herzwurm: Wertschöpfungsnetzwerke deutscher Cloud-Anbieter. In: S. Strahringer (Hrsg.): Geschäftsmodelle der IT-Industrie, HMD-Praxis der Wirtschaftsinformatik, HMD. Nr. 292, 50. Jahrgang, 2013
- G. Herzwurm, N. Pelzl, B. Krams: QFD and Cloud Computing: A Survey on the Prioritization of Security Requirements for Cloud Computing. In: Proceedings of the 19th International Symposium on QFD 2013. Santa Fe 2013
- F. Schönhofen, S. Schockert, G. Herzwurm: ISO16355 in Software-intensive Business. In: Proceedings of the International Workshop on Software-intensive Business: Start-ups. Ecosystems and Platforms. SiBW 2018.